# 陈杳生
陈杳生（1961年—），广东怀集人，壮族，中华人民共和国政治人物、第十一届全国人民代表大会广东地区代表。
怀集县下帅乡竹六村支书，是中共党员。2008年起担任全国人大代表。